# Charles Comfort
Charles Comfort, (O.C.), est un artiste canadien né le 22 juillet 1900 en Écosse et décédé le 5 juin 1994 à Ottawa au Canada. Il a exercé sa profession dans les domaines de la peinture, de la sculpture et de la littérature et a aussi enseigné l'art ainsi qu'agit comme administrateur d'organisme dans le domaine de la culture au Canada.

## Biographie

### Début de carrière
Charles Comfort est né à Édimbourg en Écosse le 22 juillet 1900. Sa famille déménage à Winnipeg au Canada en 1912 car et son père commence à travailler dans le département de comptabilité de la ville. Comme il est l'ainé de la famille, Charles doit commencer dès son jeune âge à travailler pour aider à subvenir aux besoins de la famille. Dans les années qui suivent, il travaille comme artiste commercial au studio Bridgen de Winnipeg et commence à suivre des cours du soir à la Winnipeg School of Art.
Il réussit à épargner l'argent nécessaire pour étudier à l'Art Students League of New York où les professeurs d'art Robert Henri et Euphrasius Tucker enseignent. Il continue à travailler à temps partiel pour le studio Brigden, il est transféré à Toronto en 1919. Pendant ce séjour à Toronto, il se joint à l'Arts and Letters Club (en) ou il suit  des ateliers de modèle vivant et où il rencontre des membres du Groupe des Sept. Il est d'ailleurs présent lors de l'exposition inaugurale de ce groupe d'artistes et les œuvres de ces derniers l'amènent à la peinture de paysage, thème qu'il affectionne tout au long de sa carrière.
Comfort retourne à Winnipeg en 1922 et réalise sa première exposition où il présente des aquarelles à la Winnipeg Art Gallery. Pendant cette période il rencontre Lionel Lemoine Fitzgerald (en) et Walter J. Phillips. Comfort ne peint sa première toile qu'en 1925 à la suite de son retour à Toronto où il devient ami avec Will Ogilvie qui l'a peut-être influencé dans cette voie. En 1928, il réalise un portrait à l'aquarelle « remarquable » du violoniste Alexander Chuhaldin avec son violon Amati  où figure en arrière-plan une étude de Natalia Goncharova pour l'opéra Le Coq d'Or (cette œuvre appartient maintenant à la Art Gallery of Hamilton (en)).

### Mi-carrière et artiste de guerre
Pendant la décennie 1930-1940, il occupe régulièrement des emplois d'illustrateur commercial et enseigne à l'Ontario College of Art & Design entre 1935 et 1938. Il obtient ensuite un poste d'enseignant à l'Université de Toronto, poste qu'il conserve après la fin de la Seconde Guerre mondiale ceci jusqu'en 1960. À l'université, il enseigne surtout les techniques picturales y compris la réalisation de peintures murales, mais donne aussi des cours en atelier.
Il obtient le contrat de réalisation d'une peinture murale pour la décoration intérieure de l'édifice de la North American Life en 1932, première des nombreuses œuvres de ce genre artistique qu'il réalise au cours de sa carrière. L'année suivante, il fait la connaissance de l'artiste américain Charles Sheeler. Une des œuvres majeures de Comfort, Tadoussac en 1935, semble indiquer l'influence que Sheeler a eu sur l'artiste par l'utilisation des formes et l'utilisation de couleurs brillantes.
En 1936, Comfort loue un atelier situé à côté de celui de Alexander Young Jackson dans le Studio Building, un entrepôt rendu célèbre par la présence de nombreux artistes du Groupe des Sept, et l'année suivante il réalise la frise pour l'édifice de la Bourse de Toronto. Comfort est par la suite l'instigateur du programme « Artiste canadien de la Seconde Guerre mondiale » et y participe en tant qu'artiste de guerre en laissant alors un nombre  important d'œuvres qui témoignent de l'effort de guerre du Canada à l'étranger. Il est l'un des organisateurs de la conférence de Kingston en 1941, une rencontre d'artistes canadiens où a été discuté le rôle de l'art dans la société ainsi que plusieurs autres problématiques reliées à l'art à cette période. À la même époque, il est l'un des membres fondateurs de la Fédération canadienne des artistes en 1951, et il contribue à la rédaction du rapport Massey qui est à l'origine de la fondation du Conseil des Arts du Canada, organisme que Comfort a contribué à créer.
Après la guerre, Comfort participe à plusieurs conseils de direction et comités du musée des beaux-arts de l'Ontario. En 1958, il reçoit le titre de docteur honoris causa de l'université Mount Allison. L'année suivante il est nommé au poste de directeur du musée des beaux-arts du Canada, poste qu'il occupe jusqu'en 1965. Comfort est aussi membre fondateur de nombreuses associations d'artistes dans le domaine des arts visuels tel que la Canadian Society of Graphic Art, la Canadian Society of Painters in Water Colour, et du Canadian Group of Painters. Il occupe aussi de nombreux postes administratifs dans différents organismes liés à l'art, ses nombreuses implications étant le résultat de sa conviction que l'art doit s'intégrer à la vie sociale. Finalement, en 1972, il est reçu au titre d'officier de l'Ordre du Canada.

## Controverse autour de l'œuvreCaptain Vancouver
L'une des œuvres de Comfort est à l'origine d'une certaine controverse auprès des communautés autochtones du Canada. En 1939, Comfort reçoit une commande du Canadien National pour peindre la toile Captain Vancouver qui doit être installée à l'hôtel Vancouver. Après des mois de recherche et de préparation, Comfort décide d'y dépeindre une rencontre hypothétique entre le capitaine George Vancouver et un chef indien inconnu lors d'une cérémonie potlatch. Comfort fit des recherches et consulta plusieurs experts dont l'anthopologiste autochtone Marius Barbeau afin d'identifier les costumes représentatifs.
La peinture fut retirée lors de la rénovation de l'hôtel en 1969, et redécouverte par la conjointe du gouverneur général Roland Michener qui en fit don à l'université de la Colombie-Britannique. C'est à partir de cette date que les autochtones voyant la toile critiquèrent celle-ci sur la représentation des personnages des Premières Nations, le capitaine Vancouver étant représenté triomphant et dominant devant les autochtones.
En 1997, l'artiste David Neel de la nation amérindienne Kwakiutl réalise une sculpture média-mixtes représentant le capitaine et intitulée Captain Vancouver Portrait Mask. La sculpture de Neel se veut une critique de la peinture murale de Comfort et de la façon dont il y a dépeint l'histoire et la société des Premières Nations. La même année, Jane Ash Poitras reprend elle aussi le thème de la murale de Comfort en y critiquant la vision des Premières Nations dépeint par Comfort.

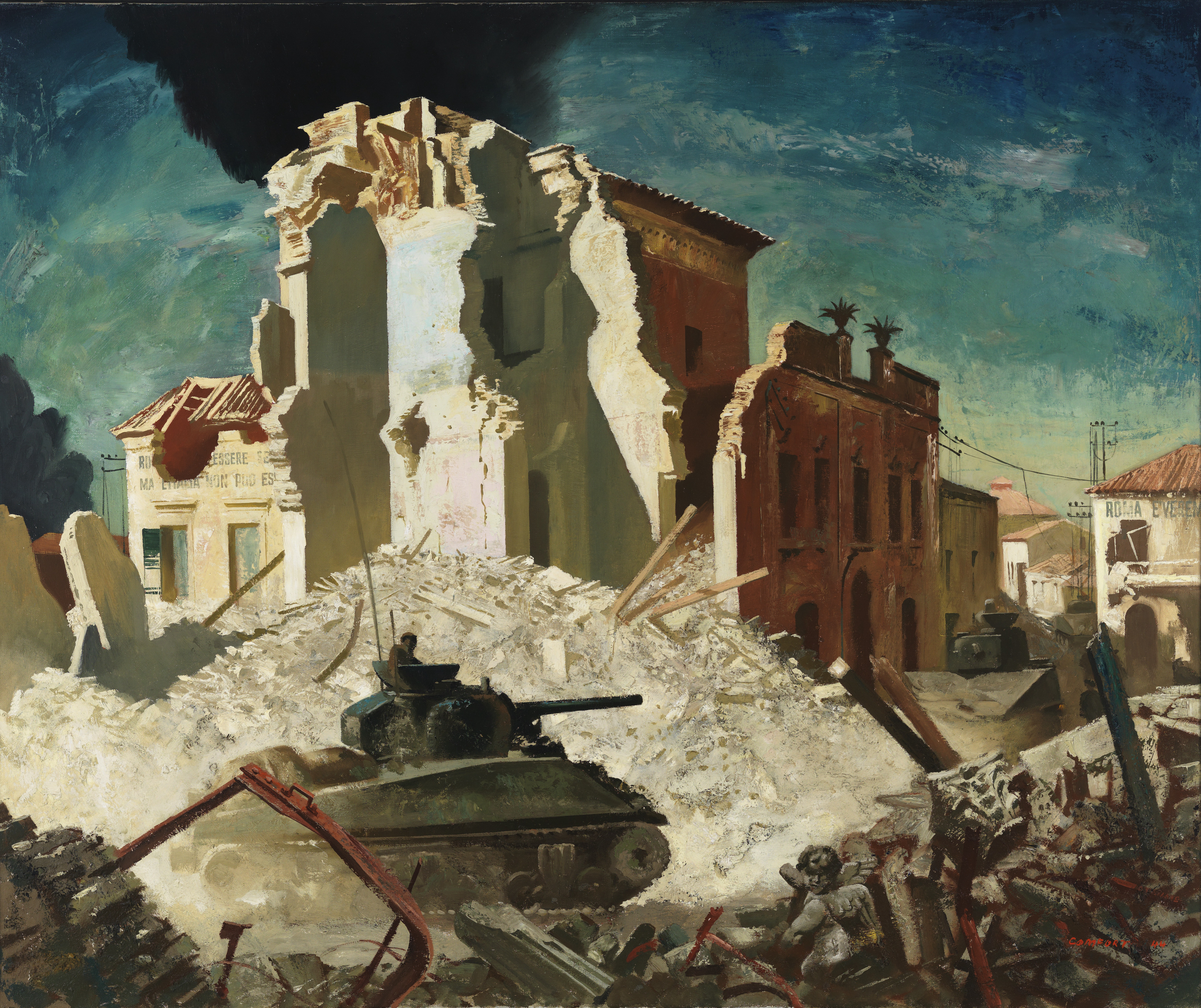
Cette peinture de Charles Comfort représente des chars d'assaut Sherman du Calgary Regiment traversant la ville dévastée d'Ortona, Musée canadien de la guerre (19710261-2152)

## Musées et collections publiques
- Art Gallery of Hamilton
- Bibliothèque et archives Canada
- Musée canadien de la guerre[10]
- Musée de la civilisation
- Musée des beaux-arts de l'Ontario
- Musée des beaux-arts du Canada
- Musée national des beaux-arts du Québec[11]
- The Robert McLaughlin Gallery